# Samchon
Samchon (Hán Việt: Tam Tuyền) là một huyện thuộc tỉnh Hwanghae Nam tại Cộng hòa Dân chủ Nhân dân Triều Tiên. Huyện giáp với Songhwa và Changyon ở phía tây, phía nam giáp Taetan, phía đông giáp Sinchon và phía bắc giáp Anak và Unryul. Huyện có diện tích là 353,83 km², dân số là 86.042 người (40.596 nam và 45.446 nữ), dân số đô thị là 26.734 (31,1%) và dân số nông thôn là 59.308 (68,9%).